# 小柳智裕
小柳 智裕（こやなぎ ともひろ、1980年 - ）は、日本の経済史・経営史学者。

## 概略
岡山県玉野市生まれ。1999年岡山県立玉野高等学校卒業後、2003年甲南大学経営学部経営学科卒業、2005年甲南大学大学院社会科学研究科経営学専攻修士課程修了、2008年同博士後期課程修了、博士（経営学）。

## 著書

### 共著
- 岡山県の歴史散歩編集委員会編『岡山県の歴史散歩』山川出版社、2009
- 太田健一監修『図説 岡山・備前・玉野の歴史』郷土出版社、2010
- 太田健一監修『岡山市今昔写真集』樹林舎、2012
- 太田健一監修『倉敷・総社今昔写真集』樹林舎、2014

## 論文
- 「明治前期における野崎家の塩業経営－歳出入計算書を中心として－」『甲南経営研究』47巻3号、2007（廣山謙介と共著）
- 「近世後期大橋家の塩田開発－直島塩業研究史序説－」『日本塩業の研究』31集、2009
- 「豪商大橋家の塩田経営－直島塩田開発を中心に－」『日本塩業の研究』32集、2011
- 「備中松山藩の藩札整理と山田方谷」『山田方谷ゼミナール』Vol.2、吉備人出版、2014
- 「備中松山藩御用達・大坂屋の再建策をめぐって－山田方谷と野﨑家案の比較検討－」『山田方谷ゼミナール』Vol.4、吉備人出版、2016